# The Lord of the Rings Strategy Battle Game
The Lord of the Rings Strategy Battle Game is een tabletopspel dat werd uitgebracht door Games Workshop. De miniaturen zijn hier gebaseerd op de boeken van J.R.R. Tolkien en de verfilmingen van Peter Jackson daarvan. De miniaturen zijn kleiner dan de miniaturen van Warhammer en ook realistischer (minder overdreven, realistischere verhoudingen)

## Geschiedenis
Games Workshop bracht al langer een serie modellen uit de verhalen van Tolkien, maar na het verschijnen van de films van Peter Jackson begon Games Workshop een nieuwe versie gebaseerd op de films. Deze serie werd erg populair doordat Deagostini er een maandelijks(2x per maand) blad van maakte waar er bij elke editie een paar miniaturen zaten.

## Legers
Men kan met bijna alle legers die in de films en boeken voorkomen spelen. De belangrijkste:

### Goed
- Gondor
- Rohan
- Elves (zowel hoge elfen als boselfen)
- Dwarves
- Hobbits
- Arnor, rangers of the north
- Men of Numenor

### Slecht
- Mordor
- Isengard
- Rhûn (oosterlingen)
- Haradrim (zuiderlingen)
- Moria
- Angmar
- Uruk-hai
- Umbar
- khand

## Het spel
Je kan in dit spel veel scènes  uit de film spelen maar ook de scène die je speelt aanpassen, bv: wat zou er gebeurd zijn als Saruman mee was gekomen naar Helmsdiepte.
Het spel is simpeler dan Warhammer of Warhammer 40000 maar kan voor buitenstaanders toch erg ingewikkeld lijken. Om te spelen heeft men nodig:
- Een regelboek
- Twee legers (500, 1000 of 1500 punten is standaard)
- Dobbelstenen
- Meetlint
- Speelveld
- Evt ook nog terreinstukken

Elke beurt zijn er 4 fases:
- De prioriteitsfase, men gooit dobbelstenen om te kijken wie die beurt prioriteit heeft
- De bewegingsfase, beide spelers bewegen hun manschappen, de speler met prioriteit eerst
- De schietfase, alle manschappen met bogen die aan enkele voorwaarden hebben voldaan (slechts half bewegen, niet in gevecht staan) mogen schieten, de speler met prioriteit eerst
- De gevechtsfase, de gevechten worden uitgewerkt